# Glycine

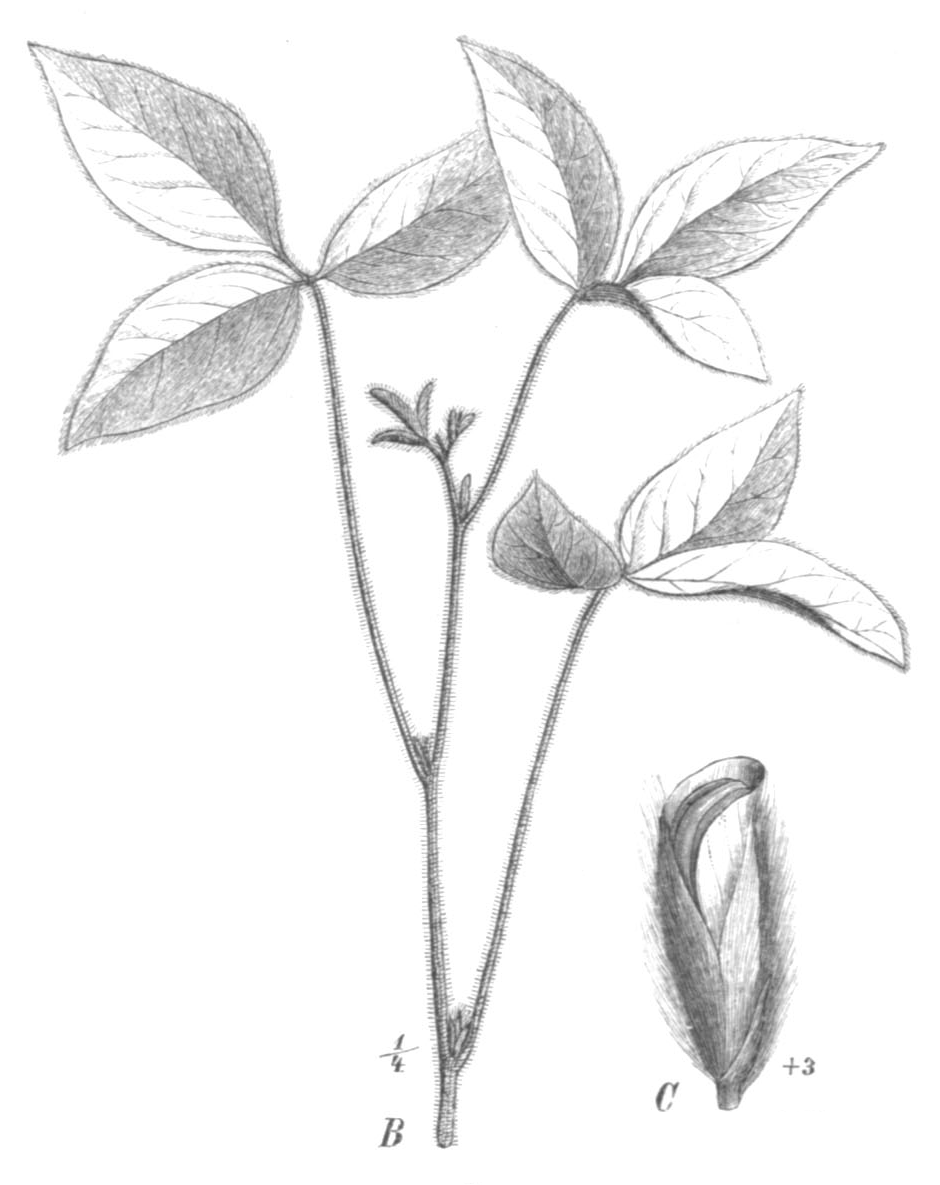
Illustration der Sojabohne (Glycine max)

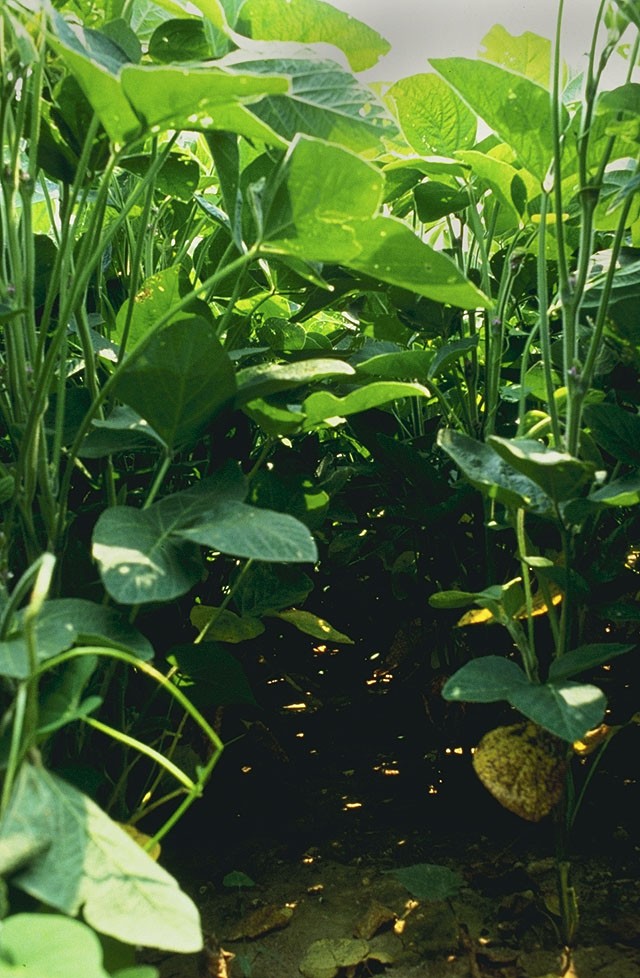
Die Habitus und Laubblätter der Sojabohne (Glycine max) im Feldanbau

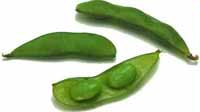
Hülsenfrüchte der Sojabohne (Glycine max)

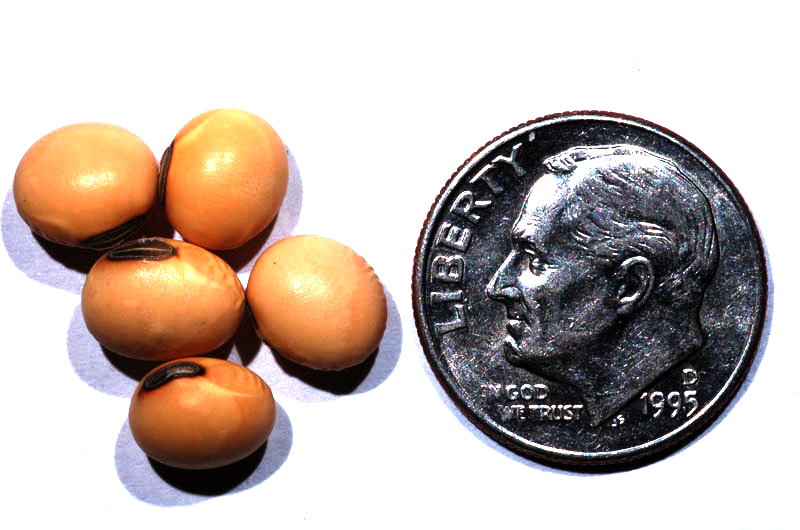
Die Samen der Sojabohne (Glycine max)

Glycine ist eine Pflanzengattung in der Unterfamilie Schmetterlingsblütler (Faboideae) innerhalb der Familie der Hülsenfrüchtler (Fabaceae). Der Gattungsname ist aus dem griechischen Wort für süß ('glykýs') abgeleitet.
Es gibt etwa 28 Glycine-Arten. Es ist eine der Gattungen der Faboideae, deren Arten Bohnen genannt werden.

## Beschreibung
Glycine-Arten wachsen als kriechende oder kletternde, seltener selbständig aufrechte, ausdauernde oder aufrechte einjährige krautige Pflanzen. Die Pfahlwurzel kann verholzen. Sie sind nicht mit Stacheln oder Dornen bewehrt. Die kletternden Arten winden sich gegen den Uhrzeigersinn empor. Die wechselständig und spiralig oder zweizeilig am Stängel verteilt angeordneten Laubblätter sind gestielt, krautig oder ledrig, und meist unpaarig gefiedert. Es sind meist drei 1,5 bis 7,5 cm lange Fiederblättchen vorhanden, die Laubblätter sind also dreiteilig. Die flachen Fiederblättchen sind ganzrandig. Die zwei beständigen oder früh abfallenden Nebenblätter sind untereinander frei und nicht mit dem Blattstiel verwachsen; sie können ganz unterschiedlich gestaltet sein, manchmal sind sie nur schuppenförmig.
Die Blüten stehen in gestielten, end- oder meist seitenständigen, zusammengesetzten traubigen oder doldenartig büscheligen Blütenständen. Es sind Tragblätter vorhanden. Meist stehen kleine, gekielte Deckblätter unter der Basis der Kelchblätter und bilden einen Nebenkelch.
Die gestielten oder ungestielten, kleinen, zwittrigen Blüten sind zygomorph und fünfzählig. Die fünf ungleichen Kelchblätter sind verwachsen mit zwei Kelchlippen, wobei die Kelchlippen höchstens so lang sind wie die Kelchröhre. Die obere Kelchlippe besteht aus zwei bis etwa zu ihrer halben Länge verwachsenen Kelchlappen; die untere Kelchlippe besteht aus drei eiförmigen oder dreieckigen Kelchlappen. Die Blütenkronen besitzen den typischen Aufbau der Schmetterlingsblüten. Es sind fünf genagelte, unbehaarte Kronblätter vorhanden, von denen vier verwachsen sind. Die Farben der Kronblätter sind weiß oder reichen von purpurfarben bis blau. Die normal entwickelte Fahne ist nicht gespornt oder geöhrt und besitzt keine Anhängsel. Das Schiffchen ist normal entwickelt. Die ungespornten Flügel sind mit dem Schiffchen verwachsen. Die zehn fertilen Staubblätter sind nicht mit den Kronblättern verwachsen und es wechseln deutlich längere mit kürzeren ab. Die Staubfäden sind zu einer Röhre verwachsen, wobei mit zunehmendem Alter einer von der Röhre frei wird. Es sind Nektardrüsen auf dem Diskus vorhanden. Die einzelnen oberständigen Fruchtblätter enthalten nur zwei bis zehn Samenanlagen. Der kurze, leicht gekrümmte Griffel ist behaart aber nicht bärtig oder unbehaart und endet in einer kopfigen Narbe.
Es werden sehr kurz gestielte Hülsenfrüchte gebildet. Bei wenigen Arten befinden sich die Hülsenfrüchte im Boden, ähnlich der Erdnuss (Arachis hypogaea). Die höchstens kurz gestielten Hülsenfrüchte sind 10 bis 30 mm lang, unterschiedlich behaart aber nicht stachelig, gerade bis gekrümmt, zwischen den Samen septiert und je nach Art äußerlich erkennbar mehr oder weniger eingeschnürt. Die unterirdischen Früchte enthalten meist nur einen Samen, die an der Luft reifenden Früchte enthalten nur meist zwei bis vier, selten fünf Samen. Die kleinen Samen besitzen ein kleines Hilum und einen schuppenförmigen Arillus. Die harte Samenschale ist unbehaart und einfarbig. Die Verbreitungseinheit (Diaspore) ist der Same.

## Nutzung
Eigentlich nur die Kulturform Sojabohne (Glycine max) wird in vielen Sorten als wichtige Nutzpflanze angebaut.
Da sie Stickstoff fixieren (Rhizobium-Wurzelknöllchen), sind sie wichtig zur Bodenverbesserung.

## Systematik und Verbreitung
Das Verbreitungsgebiet umfasst hauptsächlich Australien (24 bis 26 Arten); nur wenige Arten kommen im östlichen Asien vor.
Die Gattung Glycine gehört zur Subtribus Glycininae der Tribus Phaseoleae in der Unterfamilie Schmetterlingsblütler (Faboideae) innerhalb der Familie der Hülsenfrüchtler (Fabaceae). Die Veröffentlichung der Gattung Glycine erfolgte 1798 durch Carl Ludwig Willdenow in Botanische Beobachtungen, Seite 54. Der Name Glycine L. veröffentlicht in Sp. Pl, 753 ist nicht gültig. Synonyme für Glycine Willd. sind: Chrystolia Montrouz., Leptocyamus Benth., Leptolobium Benth., Soja Moench.
Die Gattung Glycine wird nach G. Lewis et al., eds.: Legumes of the world. (Leg World), 2005, 421 gegliedert in zwei Untergattungen mit (10 bis) etwa 28 Glycine-Arten:
- Untergattung Glycine: Mit 26 Arten:
  - Glycine albicans Tindale & Craven: Sie kommt in Westaustralien vor.[1]
  - Glycine aphyonota B.E.Pfeil: Sie kommt in Westaustralien vor.[1]
  - Glycine arenaria Tindale: Sie kommt in Australien vor.[1]
  - Glycine argyrea Tindale: Sie kommt in Queensland vor.[1]
  - Glycine canescens F.J.Herm. (Syn.: Glycine sericea (F.Muell.) Benth.): Sie kommt in Australien vor.[1]
  - Glycine clandestina J.C.Wendl.: Sie kommt in Australien vor.[1]
  - Glycine curvata Tindale: Sie kommt in Queensland vor.[1]
  - Glycine cyrtoloba Tindale: Sie kommt in New South Wales und in Queensland vor.[1]
  - Glycine dolichocarpa Tateishi & H.Ohashi: Die Heimat ist Taiwan.[1]
  - Glycine falcata Benth.: Die Heimat ist das nördliche Australien.[1]
  - Glycine gracei B.E.Pfeil & Craven: Die Heimat ist das nördliche Australien.[1]
  - Glycine hirticaulis Tindale & Craven: Die Heimat ist Northern Territory im nördlichen Australien.[1]
  - Glycine lactovirens Tindale & Craven: Die Heimat ist das westliche Australien.[1]
  - Glycine latifolia (Benth.) C.A.Newell & Hymowitz: Die Heimat ist New South Wales und Queensland.[1]
  - Glycine latrobeana (Meisn.) Benth.: Sie kommt in Australien und Tasmanien vor.[1]
  - Glycine microphylla (Benth.) Tindale: Die Heimat ist Australien, Tasmanien und Norfolk Island.[1]
  - Glycine montis-douglas B.E.Pfeil & Craven: Sie ist ein Endemit des australischen Northern Territory.[1]
  - Glycine peratosa B.E.Pfeil & Tindale: Die Heimat ist das westliche Australien.[1]
  - Glycine pescadrensis Hayata: Sie kommt in New South Wales, in Queensland, in Taiwan und auf den Ryukyu-Inseln vor.[1]
  - Glycine pindanica Tindale & Craven: Sie kommt im westlichen Australien vor.[1]
  - Glycine pullenii B.E.Pfeil et al.: Sie kommt im nördlichen und westlichen Australien vor.[1]
  - Glycine rubiginosa Tindale & B.E.Pfeil: Sie kommt in New South Wales und im südlichen und westlichen Australien vor.[1]
  - Glycine stenophita B.E.Pfeil & Tindale: Die Heimat ist New South Wales und Queensland.[1]
  - Glycine syndetika B.E.Pfeil & Craven: Sie kommt nur in Queensland vor.[1]
  - Glycine tabacina (Labill.) Benth. (Syn.: Glycine koidzumii Ohwi, Kennedia tabacina Labill.): Sie kommt in Australien, in den chinesischen Provinzen Fujian und Guangdong, auf den Ryukyu-Inseln, auf Taiwan, in Mikronesien, auf Tonga, Vanuatu, Fidschi und in Neukaledonien vor.[1]
  - Glycine tomentella Hayata (Syn.: Glycine tomentosa (Benth.) Benth., Leptolobium tomentosum Benth.): Sie kommt in Australien, Neukaledonien, in Neuguinea, auf Luzon, in Taiwan und in den chinesischen Provinzen Fujian und Guangdong vor.[1]

- Untergattung Soja (Moench) F.J.Herm.: Mit zwei Arten:
  - Sojabohne (Glycine max (L.) Merr.): Sie ist nur aus Kultur bekannt; ihre Wildform ist wohl Glycine soja Sieb. & Zucc.
  - Glycine soja Sieb. & Zucc.: Sie ist in China, Taiwan, Japan, Korea und im fernöstlichen asiatischen Russland beheimatet.[1]

Nicht mehr in diese Gattung gehört:
- Glycine comosa L. ⇒ Amphicarpaea bracteata var. comosa (L.) C.F.Reed
- Glycine mollissima Elliott ⇒ Rhynchosia tomentosa var. mollissima (Elliott) Torr. & A.Gray
- Glycine monophylla L. ⇒ Psoralea monophylla (L.) C.H.Stirt.
- Glycine suaveolens L. f. ⇒ Rhynchosia suaveolens (L. f.) DC.

## Beachte
Diese Gattung ist nicht zu verwechseln mit Glycinen, Glycinien, Glyzinen, Glyzinien, Blauregen deren botanischer Namen Wisteria ist.